# Cornalina

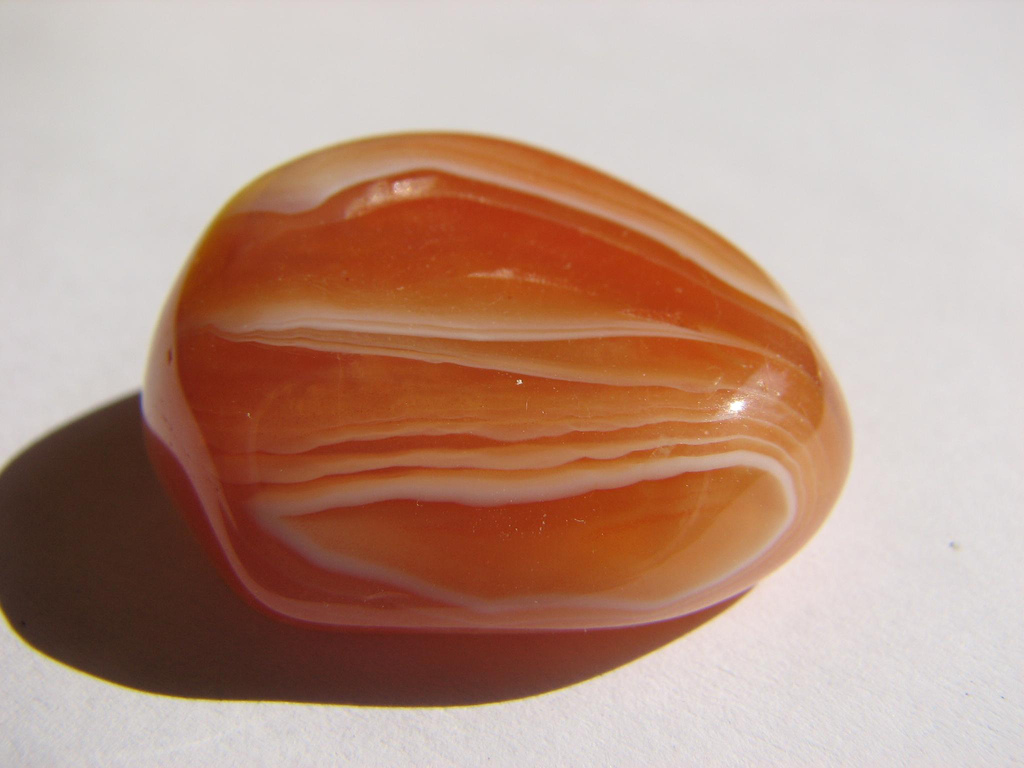
Cornalina polida

La cornalina és un mineral, una varietat translúcida de la calcedònia de color vermellós, usada comunament com a pedra semipreciosa. També se la coneix com a Pedra de Sadoine, de la Meca o de Santiago.
Es creu que la paraula cornalina es deriva del llatí carnis que significa carn, en referència amb el certa semblança al color de la carn. També podria provenir del mot llatí cornus, en referència a una classe de cirerer de fruit vermell.

## Característiques
Té una duresa de 7 en l'escala de Mohs, com tots els quarsos, de manera que la fa molt adequada per la talla. És un material porós i, per tant, es pot tenyir. La cornalina és més apreciada com més translúcida, i amb un color vermell-ataronjat. El color vermell es deu a la presència d'òxids de ferro, mentre que els tons més clars es poden atribuir a l'hidròxid de ferro. Si el mineral se sotmet a un lleuger escalfament, el seu color es torna més intens.